# Bayburt (provins)

Karta över Turkiet med Bayburt markerat.

Bayburt är en provins i den östra delen av Turkiet. Den har totalt 87 745 invånare (2005) och en areal på 3 652 km². Provinshuvudstad är Bayburt.